# Chelipoda consignata
Chelipoda consignata är en tvåvingeart som beskrevs av Collin 1928. Chelipoda consignata ingår i släktet Chelipoda och familjen dansflugor. Inga underarter finns listade i Catalogue of Life.